# Chelaseius tundra
Chelaseius tundra är en spindeldjursart som först beskrevs av Chant och Hansell 1971.  Chelaseius tundra ingår i släktet Chelaseius och familjen Phytoseiidae. Inga underarter finns listade i Catalogue of Life.